# Raphaël Mrozek
Pour les articles homonymes, voir Mrozek.
Raphaël Mrozek est un joueur franco-polonais de volley-ball né le 19 octobre 1987 à Krosno (Voïvodie des Basses-Carpates). Il mesure 1,88 m et joue réceptionneur-attaquant. Il est actuellement entraîneur-joueur dans le club de Maizières-lès-Metz, depuis juillet 2018.

## Clubs
| Club               | De        | À         |
| ------------------ | --------- | --------- |
| Tours VB           | 2005-2006 | 2006-2007 |
| Asnières Volley 92 | 2007-2008 | 2007-2008 |
| Nice VB            | 2008-2009 | 2010-2011 |
| Chaumont VB 52     | 2011-2012 | 2011-2012 |
| Arago de Sète      | 2012-2013 | 2012-2013 |
| Nantes-Rezé MV     | 2013-2014 | 2013-2014 |
| Narbonne Volley    | 2014-2015 | 2015-2016 |
| Chartres VB        | 2017      | 2017      |
| Maizières AC       | 2018-     | ...       |

## Palmarès
- Ligue des champions
  - Finaliste : 2007
- Championnat de France
  - Finaliste : 2006
- Coupe de France (1)
  - Vainqueur : 2006
- Supercoupe de France
  - Finaliste : 2006